# Дженнер (Каліфорнія)
Дженнер (англ. Jenner) — переписна місцевість (CDP) в США, в окрузі Сонома штату Каліфорнія. Населення — 122 особи (2020).

## Географія
Дженнер розташований за координатами 38°27′4″ пн. ш. 123°7′17″ зх. д. / 38.45111° пн. ш. 123.12139° зх. д. (38.451035, -123.121425).  За даними Бюро перепису населення США в 2010 році переписна місцевість мала площу 6,21 км², з яких 5,46 км² — суходіл та 0,75 км² — водойми.

### Клімат
| Клімат : Дженнер      | Клімат : Дженнер | Клімат : Дженнер | Клімат : Дженнер | Клімат : Дженнер | Клімат : Дженнер | Клімат : Дженнер | Клімат : Дженнер | Клімат : Дженнер | Клімат : Дженнер | Клімат : Дженнер | Клімат : Дженнер | Клімат : Дженнер | Клімат : Дженнер |
| Показник              | Січ.             | Лют.             | Бер.             | Квіт.            | Трав.            | Черв.            | Лип.             | Серп.            | Вер.             | Жовт.            | Лист.            | Груд.            | Рік              |
| Середній максимум, °C | 13,9             | 14,4             | 15,0             | 16,1             | 17,2             | 18,3             | 18,9             | 19,4             | 20,0             | 18,9             | 16,1             | 13,9             | 16,9             |
| Середній мінімум, °C  | 4,4              | 5,6              | 5,6              | 5,6              | 6,7              | 7,8              | 8,9              | 9,4              | 8,9              | 7,8              | 6,1              | 4,4              | 6,8              |
| Норма опадів, мм      | 183              | 158              | 142              | 61               | 27               | 8                | 4                | 7                | 16               | 56               | 136              | 144              | 942              |
| --------------------- | ---------------- | ---------------- | ---------------- | ---------------- | ---------------- | ---------------- | ---------------- | ---------------- | ---------------- | ---------------- | ---------------- | ---------------- | ---------------- |
| Джерело:              |                  |                  |                  |                  |                  |                  |                  |                  |                  |                  |                  |                  |                  |

## Демографія
Згідно з переписом 2010 року, у переписній місцевості мешкало 136 осіб у 80 домогосподарствах у складі 34 родин. Густота населення становила 22 особи/км².  Було 158 помешкань (25/км²).
Расовий склад населення:
| - 91,9 % — білих - 1,5 % — чорних або афроамериканців - 1,5 % — азіатів |

До двох чи більше рас належало 5,1 %. Частка іспаномовних становила 5,9 % від усіх жителів.
За віковим діапазоном населення розподілялося таким чином: 5,1 % — особи молодші 18 років, 72,8 % — особи у віці 18—64 років, 22,1 % — особи у віці 65 років та старші. Медіана віку мешканця становила 58,5 року. На 100 осіб жіночої статі у переписній місцевості припадало 106,1 чоловіків;  на 100 жінок у віці від 18 років та старших — 115,0 чоловіків також старших 18 років.
Цивільне працевлаштоване населення становило 39 осіб. Основні галузі зайнятості: освіта, охорона здоров'я та соціальна допомога — 53,8 %, оптова торгівля — 33,3 %, сільське господарство, лісництво, риболовля — 12,8 %.